# Abraxas deminuta
Abraxas deminuta är en fjärilsart som beskrevs av W. Warren 1894. Abraxas deminuta ingår i släktet Abraxas och familjen mätare. Inga underarter finns listade i Catalogue of Life.